# Lijst van gemeentelijke monumenten in Arnhem/Amsterdamseweg
De Amsterdamseweg in Arnhem kent 20 gemeentelijke monumenten, hieronder een overzicht. Zes hiervan liggen in de wijk Heijenoord en staan in de lijst van gemeentelijke monumenten in Arnhem/Heijenoord en Lombok. Veertien hiervan liggen in het gebied Westelijk van Schaarsbergen en staan in de lijst van gemeentelijke monumenten in Schaarsbergen. Zie ook het totaaloverzicht van gemeentelijke monumenten in Arnhem.